# Nissan Shatai
Nissan Shatai Co., Ltd. ist ein Automobil- und Nutzfahrzeughersteller mit Sitz in Hiratsuka, an dem das japanische Unternehmen Nissan zu 50,01 % beteiligt ist. Der Rest befindet sich im Streubesitz. Die Mehrheitsbeteiligung von Nissan ist jüngeren Datums.

## Geschichte
Im Mai 1937 wurde das Unternehmen als Nippon Kouku Kogyo Co., Ltd. gegründet. Im Juli 1941 fusionierte es mit Kokusai Kogyo Co., Ltd. (im November 1939 gegründet) zur Nippon Kokusai Aircraft Co., Ltd. Im Februar 1946 erfolgte eine Umbenennung in Nikkoku Kogyo Co., Ltd., während der Geschäftsbetrieb auf die Fertigung von Schienenfahrzeugen und Automobilkarosserien erweitert wurde. Die erste Buskarosserie wird im November 1946 hergestellt. Drei Jahre später wurden die beiden oben genannten Tätigkeiten in das Unternehmen Shin Nikkoku Kogyo Co., Ltd. ausgegliedert. Die Jahre 1941 und 1949 werden von Nissan Shatai selbst als Gründungsjahre angesehen.
Im Jahr 1951 wurden erste Beziehungen zu Nissan geknüpft, um die Produktion des Nissan Patrol im Werk Hiratsuka aufzunehmen. Seit Oktober 1961 ist das Unternehmen an der Tokioter Börse gelistet.
Weitere Umbenennungen des Unternehmens folgten im Januar 1962 (Nissan Shatai Koki Co., Ltd.) und im Juni 1971 (Nissan Shatai Co., Ltd.).
Im April 1970 wurde das einmillionste Exemplar produziert. Bis August 1980 wurde fünf Millionen Fahrzeuge hergestellt. Zwölf Jahre später (Juni 1992) waren es bereits 10 Millionen Einheiten. Im Oktober 2007 wurde eine Gesamtproduktion von 15 Millionen Fahrzeugen erreicht.
Im März 2001 wurde die Großserienproduktion vom Werk Kyoto in das Werk Shonan verlegt.

## Tochtergesellschaften
Nissan Shatai hat mehrere Tochtergesellschaften:
- Nissan Shatai Manufacturing Co., Ltd. (Herstellung von Autoteilen, 1956 gegründet)
- Nissan Shatai Engineering Co., Ltd. (Maschinenwartung, Installation, Logistik, 1986)
- Pro Staff Co., Ltd. (Personaldienstleistungen, 1987)
- Auto Works Kyoto Co., Ltd. (Herstellung von Bussen, Lastwagen und Spezialfahrzeugen, 2001)
- Nissan Shatai Kyushu Co., Ltd. (Fahrzeugherstellung, gegründet 2007, Produktionsbeginn 2010)
- Nissan Shatai Computer Service Co., Ltd. (System- und Programmentwicklung, 1987)

## Modelle
Seit 1951 wurden folgende Modelle produziert
| Produktions- beginn | Modell                 | Code             | Bemerkung |
| ------------------- | ---------------------- | ---------------- | --- |
| September 1951      | Nissan Patrol          | 4W60             | Produktion im Werk Hiratsuka |
| April 1956          | Datsun Pick-up         | U123             | Produktion im Werk Kyoto |
| November 1960       | Nissan Caball Microbus | GC140            | Produktion im Werk Kyoto |
| September 1963      | Nissan Fairlady        | SP310            | |
| Oktober 1969        | Nissan Fairlady Z      | S30 / S130 / Z31 | März 1978: Gesamtzahl von 500.000 Exemplaren des Fairlady Z erreicht. S130 ab August 1978. Z31 ab September 1983. Februar 1984: Gesamtproduktion von einer Million Exemplaren erreicht |
| Dezember 1972       | Nissan Caravan         | E20              | |
| Juli 1982           | Nissan Civilian        | W40 / W41        | Omnibus. W41 ab Februar 1999. Produktion im Werk Kyoto |
| August, 1982        | Nissan Prairie         | M10              | |
| Januar 1989         | Nissan S-Cargo         | G20              | |
| Juli 1989           | Fairlady Z             | Z32              | |
| Juni 1991           | Nissan Cedric Sedan    | Y31              | |
| Juli 1993           | Nissan Crew            | K30              | |
| Januar 1997         | Nissan Pick-up         | D22              | |
| Mai 1997            | Nissan Elgrand         | E50 / E51 / E52  | E51 ab Mai 2002. E52 ab Juli 2010. Produktion im Werk Kyushu |
| Oktober 1997        | Nissan Safari          | Y61              | |
| August 1998         | Nissan Avenir          | W11              | |
| Oktober 1998        | Nissan Paramedic       | GE50             | |
| November 1998       | Nissan Liberty         | M12              | |
| Mai 1999            | Nissan Wingroad        | Y11 / Y12        | Y12 ab November 2005. Produktion im Werk Kyushu |
| April 2001          | Nissan Caravan         | E25              | |
| Dezember 2002       | Infiniti FX35/45       | S50              | Produktion für den nordamerikanischen Markt |
| Mai 2005            | Nissan Serena          | C25              | |
| Dezember 2006       | Nissan AD/AD Expert    | VY12             | Produktion im Werk Shonan. |
| Mai 2009            | Nissan NV200           | M20              | Ab Dezember 2010 auch als Taxi. Im Mai 2011 als „Taxi of tomorrow“ in New York gewählt. Ab Juni 2015 Baureihe M20. Produktion im Werk Shonan.                                          |
| Januar 2010         | Nissan Patrol          | Y62              | Ab Mai 2011 auch als Pick-up (UY61). Produktion im Werk Shonan und im Werk Kyushu. |
| April 2010          | Infiniti QX56          | Z62              | |
| Dezember 2010       | Nissan Quest           | RE52             | |
| März 2011           | Nissan Atlas           | F24              | Produktion im Werk Kyoto |
| Mai 2012            | Nissan NV350 Caravan   | E26              | Produktion im Werk Kyushu |
| Juni 2016           | Nissan Armada          |                  | Produktion für den nordamerikanischen Markt im Werk Shonan und im Werk Kyushu |

Außerdem wurde 2018 im Werk Kyushu der Infiniti QX80 gefertigt.

## Quelle
- Corporate Information – History. In: nissan-shatai.co.jp. Abgerufen am 7. März 2019.